# Boise River
Der Boise River ist ein 164 km langer rechter Nebenfluss des Snake River im US-Bundesstaat Idaho.
Er entwässert einen Teil der Sawtooth Range im südwestlichen Idaho nordöstlich von Boise sowie einen Teil der westlichen Snake River Plain.
Das Einzugsgebiet umfasst etwa 10620 km².

## Flusslauf
Der Boise River hat drei Quellflüsse, die in der Sawtooth Range in Höhen über 3000 m entspringen.
Der eigentliche Boise River entsteht durch den Zusammenfluss von North Fork Boise River und Middle Fork Boise River, etwa 25 km südöstlich von Idaho City.
Der Hauptfluss fließt in südwestlicher Richtung zum Arrowrock Reservoir. In den Stausee mündet ebenfalls der South Fork Boise River.
Am South Fork liegt außerdem der Anderson Ranch Dam.
Unterhalb der Arrowrock-Talsperre wendet sich der Boise River nach Westen. Er nimmt den Nebenfluss Mores Creek auf und passiert den Lucky Peak Dam.
5 km südlich von Nyassa trifft der Fluss auf den Snake River.

## Geschichte
Der Fluss, welcher Anfang des 19. Jahrhunderts „Reed’s River“ genannt wurde, wurde 1811 von der  Astor-Expedition erkundet.
Der Fluss wird zur Bewässerung der Ebene westlich von Boise genutzt.
Die Staudämme, welche die Berg-Reservoire bilden, wurden als Teil des Bureau of Reclamation’s „Boise Project“ errichtet. Zweck war die
Bewässerung für die Landwirtschaft, die Wasserkraftnutzung, die Trinkwasserversorgung, sowie der Hochwasserschutz für Boise und dem Treasure Valley.
Die wichtigsten Fertigstellungsdatümer waren:
- 1909 - Boise River Diversion Dam & New York Canal
- 1915 - Arrowrock Dam
- 1950 - Anderson Ranch Dam - (S. Fork)
- 1955 - Lucky Peak Dam - (U.S. Army Corps of Engineers)